# Acanthurus chronixis
Acanthurus chronixis (Randall, 1960) è un pesce osseo marino appartenente alla famiglia Acanthuridae.

## Distribuzione e habitat
Questa specie pare essere endemica dell'atollo di Kapingamarangi nelle isole Caroline. Le segnalazioni in altre aree sembrano essere dovute alla confusione con individui giovanili di Acanthurus pyroferus.
I pochi esemplari noti sono stati catturati su fondali di sabbia e coralli nei canali della barriera corallina a profondità fino a 6 metri. Si crede che i giovanili vivano su fondi corallini in zone non esposte.

## Descrizione
Questa specie, come gli altri Acanthurus, ha corpo ovale, compresso lateralmente. La bocca è piccola, posta su un muso sporgente; sul peduncolo caudale è presente una spina mobile molto tagliente. La pinna dorsale è unica e piuttosto lunga, di altezza uniforme. La pinna anale è simile ma più corta. La pinna caudale è lunata. Le scaglie sono molto piccole. La livrea degli individui viventi è ignota. Gli esemplari conservati hanno colore bruno scuro con due macchie scure ovali l'una sopra l'altra dietro la parte superiore dell'opercolo branchiale. C'è una banda scura alla base della pinna dorsale.
La taglia massima nota è di 28 cm. 

## Biologia
Ignota. È una specie molto rara conosciuta solo per due esemplari.

## Pesca
La specie è rara e non ha importanza commerciale.

## Acquariofilia
Gli esemplari in commercio con il nome di Acanthurus chronixis si sono rivelati essere individui giovani di A. pyroferus. Vista la rarità e l'isolamento dell'unico atollo in cui vive si crede che la specie non abbia mai raggiunto il mercato dei pesci d'acquario.

## Conservazione
Non si sa nulla sullo stato delle popolazioni di questa specie. L'areale ha un'estensione di circa 64 km² e l'atollo di Kapingamarangi è una zona con densità di popolazione relativamente alta e i suoi mari sono soggetti a intensa pesca. Per questi motivi la lista rossa IUCN classifica questa specie come "vulnerabile".